# Grzegorz Jabłoński (muzyk)
Grzegorz Jabłoński, pseud. Jabco – polski klawiszowiec, kompozytor, aranżer, producent muzyczny, muzyk sesyjny, członek zespołu Poluzjanci i kierownik muzyczny zespołu Natalii Kukulskiej.
Absolwent Wydziału Jazzu i Muzyki Rozrywkowej Akademii Muzycznej w Katowicach. Kierownik muzyczny czwartej edycji Idola.

## Dyskografia
- 2000 Poluzjanci – Tak po prostu
- 2010 Poluzjanci – Druga płyta
- 2010 Ania Szarmach – Inna[3]
- 2011 Poluzjanci – Trzy metry ponad ziemią
- 2012 Ania Szarmach – Pozytywka